# Родови птица певачица
Ред птица певачица (лат. Passeriformes) обухвата око 1 300 родова: